# NGC 3516
NGC 3516 (другие обозначения — UGC 6153, MCG 12-11-9, ZWG 334.11, IRAS11033+7250, PGC 33623) — линзообразная галактика (SB0) в созвездии Большой Медведицы.
Сейфертовская галактика 1 типа (Sy1). Галактика относится к шести «классическим» сейфертовским галактикам, описанным в пионерской работе Карла Сейферта.
Этот объект входит в число перечисленных в оригинальной редакции «Нового общего каталога».
Галактика NGC 3516 входит в состав группы галактик NGC 3348. Помимо NGC 3516 в группу также входят NGC 3348 и NGC 3364.